# 中村圭太
中村 圭太（なかむら けいた、1974年7月12日 - ）は、日本の俳優。
千葉県出身。ケイエムシネマ企画、さかがみ企画、サイトウルームを経て現在はドーモに所属。身長178cm、体重68kg。趣味は野球・ボクシング・サッカー。
大学生のとき、ボクシングやサッカーの合間に映画鑑賞をして、その影響で役者を目指す。プロダクションのオーディションを受けて合格し、芸能界入りする。

## 出演

### テレビドラマ
- 食卓から愛をこめて（1998年、テレビ東京） - 中田 役
- はみだし刑事情熱系 PART3 第20話（1999年、テレビ朝日）
- 燃えろ!!ロボコン 第39話（1999年、テレビ朝日）
- to Heart 〜恋して死にたい〜 第7話（1999年、TBS） - 引越屋 役
- 仮面ライダークウガ 第16話（2000年、テレビ朝日）
- 非婚家族 最終話（2001年、フジテレビ）
- ワインメール（2001年、フジテレビ）
- 整形美人。 第6話（2002年、フジテレビ）
- First Love 第5話（2002年、TBS） - ベルボーイ 役
- ニコニコ日記 第1話（2003年、NHK）
- 美女か野獣 第3話（2003年、フジテレビ）
- 離婚弁護士II〜ハンサムウーマン〜 第3話（2005年、フジテレビ）
- アストロ球団 第3話・4話（2005年、パーフェクト・チョイス/テレビ朝日） - ゴールドフェンス 役
- こちら本池上署 第5シリーズ 第9話（2005年、TBS） - サービスマン 役
- サプリ 第4話（2006年、フジテレビ） - 工藤 役
- 怨み屋本舗 第7話（2006年、テレビ東京） - 赤沼真介 役
- 夢路 第10話（2007年、TBS）
- 医龍2-Team Medical Dragon- 第7話（2007年、フジテレビ）
- 月曜ゴールデン 税務調査官・窓際太郎の事件簿17（2008年、TBS）
- 風のガーデン 第1話（2008年、フジテレビ）
- 水曜ミステリー9 信濃のコロンボ事件ファイル17（2008年、テレビ東京） - 野口刑事 役
- 水曜ミステリー9 北アルプス山岳救助隊紫門一鬼11（2009年、テレビ東京） - 元山勝己 役
- 非婚同盟（2009年、東海テレビ） - 稲村勇 役
- となりの芝生（2009年、TBS） - ウェイター 役
- NHKスペシャル 働き盛りのがん（2009年、NHK）
- 松本清張ドラマスペシャル・顔（2009年、NHK）
- 月曜ゴールデン 釣り刑事（2010年、TBS） - 若林直秀 役
- 水戸黄門第42部（TBS / C.A.L） - 塚田小弥太 役
  - 第11話「大晦日、都で悪の大掃除 -京-」（2010年）
  - 第16話「一触即発、お家騒動！ -高松-」（2011年）
- 下流の宴 第2話（2011年、NHK） - 橋本守 役
- カティアとモーリス 〜雲仙・普賢岳に挑んだ夫婦（2011年、NHK BSプレミアム） - 猪口雅之 役
- 坂の上の雲 第3部（2011年、NHK） - 松井健吉 役
- 月曜ゴールデン ヤメ判 新堂謙介 殺しの事件簿2（2012年、TBS） - 加藤仁志 役
- 相棒 Season 10 第13話（2012年、テレビ朝日） - 瀬野太一 役
- 土曜ワイド劇場 鉄道捜査官13（2013年、テレビ朝日）
- 連続ドラマW「災」（2025年、WOWOW）

### 映画
- SLANG
- 東京攻略（2000年、香港映画）
- 広島やくざ戦争
- 阿修羅のごとく（2003年）
- 理由（2004年）
- 亡国のイージス（2005年） - 清水 役
- ぐるりのこと。（2008年）
- 252 生存者あり（2008年） - 風野牧 役
- すばらしき世界（2021年）
- 百花（2022年）
- 四月になれば彼女は（2024年）

### 吹き替え
- スター・ウォーズ エピソード2/クローンの攻撃

### オリジナルビデオ
- 横浜バンスキング（2000年） - 伊藤つかさ 役

### 舞台
- 六羽のカモメ
- 父帰る
- 料理昇降機
- 異人たちの夏
- ホステス殺人事件
- 東京ノスタルジア（2006年）
- しがらみの向こうに（2007年）

### CM
- パナソニック カーナビ
- ネスレ日本「ネスレクランチ」
- CoCo壱番屋
- NTTドコモ九州
- コカ・コーラ
- 日本マクドナルド
- シーメンス（中国CM）
- P&G
- フォーサイド・ドット・コム
- アサヒビール「SUPARKS」
- NTT東日本 キャラクターDENPO
- マックスファクター「リップフェニティー」
- ミツカン「金の粒」
- TBC（2004年）
- 週刊CHINTAI
- トミー トミカ〜親から子へ〜
- ヤマト運輸 ドライバーダイレクト - 森祐二 役
- アサヒビール「スパードライ 樽生」
- ニプロ - 小児科医 役
- トヨタ自動車「マークX『できるさ篇』」（2006年）
- 佐川急便
- PSP「能力トレーナーII」
- グラクソスミスクライン「それってアドエア」（医療者限定インターネットCM動画）

### スチールモデル
- フィリップモリス

### ミュージック・ビデオ
- Sugar「風と花束」（2004年）